# Gull Magnell-Wohlin
Gretchen Clara Gunilla „Gull“ Magnell-Wohlin (* 25. September 1884 in Östra Stenby, heute Norrköpings kommun; † 20. Juli 1968) war eine schwedische Kinderbuchautorin und Malerin.

## Familie
Gunilla „Gull“ Magnells Eltern waren der Künstler, Hauptmann und Grundbesitzer Carl Magnell (1832–1917) und die Schriftstellerin und Illustratorin Agnes geborene Ernberg (1848–1928). Sie hatte zwei ältere Schwestern und einen Bruder. Ihre Schwester Agnes (1878–1966) war die erste Frau in Schweden, die an einer Fachhochschule studierte und wurde Architektin und Künstlerin, ihre Schwester „Kaju“ von Koch (1880–1952) wurde Möbeldesignerin und arbeitete als Künstlerin. Der Komponist Erland von Koch (1910–2009) war Magnells Neffe.

## Leben
Gunilla „Gull“ Magnell heiratete 1909 den Hochschullehrer und späteren Minister Nils Wohlin (1881–1948). Die Politikerin Ulla Lindström (Ulla Alm, 1909–1999) war ihre gemeinsame Tochter. Die Ehe wurde 1919 geschieden. Da Wohlin gegen das Frauenwahlrecht und eine höhere Bildung für Frauen eintrat, studierte Lindström mit der finanziellen Unterstützung ihrer Mutter und Großmutter.
Magnell-Wohlins Buch Den olydiga Lydia (Die ungehorsame Lydia) erschien 1916.
Gull Magnell-Wohlin starb am 20. Juli 1968.

## Werke
- Den olydiga Lydia. Barnkammarvärs med skämtsamma bilder. Bonnier, Stockholm 1916.